# 太陽的SEASON
《太陽のSEASON》，是日本女歌手安室奈美惠以單獨名義發行的第1張單曲。1995年4月26日發行。

## 收錄曲目
1. 太陽的SEASON 
作詞：鈴木計見 作曲：HINOKY TEAM　編曲：DAVE RODGERS
2. ハートに火をつけて 
作詞：鈴木計見 作曲：HINOKY TEAM　編曲：DAVE RODGERS
3. 太陽的SEASON(ORIGINAL KARAOKE)
4. ハートに火をつけて(ORIGINAL KARAOKE)